# Liability
«Liability» (с англ. — «Обуза») — песня, записанная новозеландской певицей и автором песен Лорд из её второго студийного альбома «Melodrama» (2017). Лорд является соавтором и сопродюсером трека с Джеком Антоноффом. Он был выпущен 10 марта 2017 года на лейблах Lava и Republic Records в качестве первого промосингла альбома. Это поп-баллада с фортепиано, который сопровождается звуками органов и гитар на заднем плане. В текстах трека подробно описаны последствия и критика, которую друзья Лорд получили от средств массовой информации в результате её вновь обретенной славы, а также влияние, которое она оказала на её эмоциональное здоровье.
Музыкальные критики высоко оценили лирическое содержание песни и вокальную подачу Лорд; некоторые отметили его резкое изменение звучания по сравнению с синглом «Green Light» (2017), который был выпущен за неделю до этого. Песня имела незначительные позиции в чартах США и Великобритании, занимая 78 и 84 места соответственно. Она впервые исполнила «Liability» в шоу «Saturday Night Live» в Нью-Йорке в 2017 году, а затем на фестивале музыки и искусств Коачелла в Калифорнии. Песня также была частью сет-листа её мирового турне «Melodrama» (2017—2018). 14 декабря 2017 года шведская певица Туве Стюрке выпустила кавер-версию песни «Liability (Demo») для стриминговых сервисов.

## Предыстория и развитие

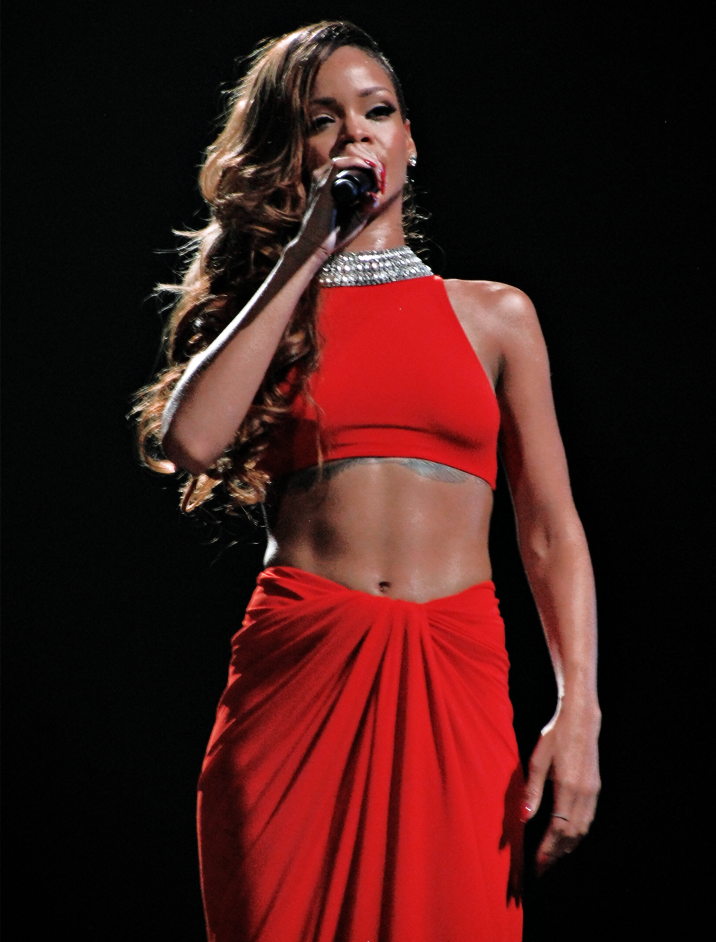
Лорд заявила, что песня Рианны «Higher» послужила вдохновением для написании «Liability».

Лорд рассказала толпе на секретном концерте iHeartRadio, который она провела в Лос-Анджелесе в августе 2017 года, что «Liability» была вдохновлена после ночи, когда она «была переполнена гневом и эмоциями». Она прошла примерно от 8 до 10 км (от 5 до 6,2 миль), прежде чем заказала Убер, чтобы идти домой. Певица заявила, что плакала, когда слушала песню Рианны «Higher» из её альбома «Anti» 2016 года, потому что она чувствовала особое чувство «быть слишком» для кого-то. В эксклюзивном интервью для подкаста «The Spinoffoff» Лорд, амопровозглашенная своей первой балладой, описала процесс написания песни «Liability» как «терапевтический», поскольку она чувствовала, что она сказала о себе все, что могло повредить ей, «исходящее от других людей».

## Запись и композиция
Лорд записала «Liability» в трех разных местах по всей территории Соединенных Штатов. Она начала записывать песню в Electric Lady Studios в Нью-Йорке с Джеком Антоноффом и при поддержке Барри Маккриди и Эрика Айлендса в разработке. Лорд и Антонофф оба работали в Rough Customer Studio в Бруклин-Хайтс, Нью-Йорк, совместном издательском предприятии Sony / ATV и Antonoff. Запись завершилась на студии Conway Recording Studios в Лос-Анджелесе, Калифорния. Том Элмхирст микшировал песню в Electric Lady Studios при поддержке Брэндона Боста и Джо Вискиано. Лаура Сиск является звукорежиссером. Он был издан по лицензиям Songs Music Publishing, Sony / ATV Songs LLC и Ducky Donath Music (BMI).
Критики описывают его как поп-фортепианную балладу с гитарными звуками и органами на фоне. Редактор «Pitchfork» Куинн Морленд заметил «неопознанный бормочущий мужской голос» в начале трека. Патрик Д. Макдермотт из «The Fader» сравнил «Liability» с работами американской инди-рок-группы Bright Eyes.

## Прием
«Liability» получил одобрение музыкальных критиков, многие положительно оценили лирическое содержание песни и вокальную подачу Лорда и был назван одним из выдающихся треков на пластинке. Редактор журнала «Spin» Анна Гака похвалила Лорд за то, что она превратила трек в «поэтическую медитацию об опасностях близости».
Песня была выпущена с предварительным заказом альбома «Melodrama» на сайтах цифровых загрузок. В Соединенных Штатах «Liability» дебютировал под номером 78 в Billboard Hot 100. Он занял 27-е место в чарте Digital Songs. Песня имела незначительные позиции в чартах Великобритании и Франции, дебютировав под номером 84 и 54 соответственно. «Liability» дебютировала под восьмым номером в Новой Зеландии.

## Участники записи
- Лорд — вокал, автор, производство
- Джек Антонофф — автор, производство
- Барри Маккриди — помощник инженера
- Эрик Айлендс — помощник инженера
- Том Элмхерст — микширования
- Джо Вискиано — помощник микширования
- Брэндон Бост — помощник микширования
- Том Койн — мастеринг
- Лаура Сиск — инженеринг

## Чарты
| Чарт (2017)                         | Высшая позиция |
| ----------------------------------- | -------------- |
| Австралия (ARIA)                    | 42             |
| Канада (Billboard Canadian Hot 100) | 62             |
| Чехия (Singles Digitál Top 100)     | 79             |
| France (SNEP)                       | 54             |
| Ireland (IRMA)                      | 74             |
| Новая Зеландия (Recorded Music NZ)  | 8              |
| Russia Airplay (Tophit)             | 333            |
| Шотландия (OCC Scotland)            | 52             |
| Словакия (Singles Digitál Top 100)  | 89             |
| Швейцария (Schweizer Hitparade)     | 86             |
| Великобритания (OCC UK Singles)     | 84             |
| США (Billboard Hot 100)             | 78             |

## Сертификаты
| Регион                                                                      | Сертификация | Продажи |
| --------------------------------------------------------------------------- | ------------ | ------- |
| Австралия (ARIA)                                                            | Платиновый   | 70 000  |
| Канада (Music Canada)                                                       | Золотой      | 40 000  |
| Новая Зеландия (RMNZ)                                                       | Золотой      | 15 000  |
| Великобритания (BPI)                                                        | Серебряный   | 200 000 |
| США (RIAA)                                                                  | Золотой      | 500 000 |
| Данные о продажах + прослушиваниях приведены только на основе сертификации. |              |         |